# Alda Carvalho
Alda Cristina Jesus Valentim Nunes de Carvalho (1976) é uma xadrezista, investigadora e professora universitária portuguesa. Ao nível internacional, é, pela Federação Internacional de Xadrez (FIDE) Mestre FIDE feminina (WMF), integrando o lote restrito das que alcançaram tal título, e, no nível interno, é mestre nacional, pela Federação Portuguesa de Xadrez, desde 1995, tendo ganho o Campeonato Português de Xadrez feminino em 1996 e 1998.

## Biografia

### Formação académica
- Licenciada em Probabilidades e estatística pela Faculdade de Ciências da Universidade de Lisboa, em 1999, a sua tese foi sobre "Análise espectral da agitação marítima";[3][4][5]
- Mestre em, em 2003, em Ecologia, Gestão e modelação dos recursos marinhos pelo Instituto Superior Técnico da Universidade Técnica de Lisboa, com a tese de dissertação sobre "Modelos espectrais e probabílisticos de estados de mar combinados";[3][4][5]
- Doutorada, em 2010, em Matemática aplicada à Economia e Gestão pelo Instituto Superior de Economia e Gestão da Universidade Técnica de Lisboa. A sua tese de doutoramento foi sobre modelação de custos de computação de algoritmos aleatórios através de árvores de decisão e distribuições de caudas pesadas.[3][4][5]

### Atividade docente
- Professora auxiliar no DCeT (Departamento de ciências e tecnologia) da Universidade Aberta desde 1 de fevereiro de 2023;[6][3][4][5]
- Professora no Instituto Superior de Engenharia de Lisboa, adjunta de 20 de junho de 2010 a 31 de janeiro de 2023, e convidada de 1 de setembro de 2003 a 19 de junho de 2010.[7][8]

### Investigação científica
Membro integrado do Centro de matemática aplicada à previsão e decisão económica da Universidade de Lisboa, desde 2010, tem sido investigadora, entre outras, nas seguintes áreas:
- séries temporais e aplicações da estatística, especialmente em engenharia mecânica;
- teoria de jogos combinatórios, linha de investigação que começou no CEMAPRE;[nota 3]
- aplicações da estatística circular em energias renováveis;
- Estatística bayesiana.

O seu entusiasmo e preocupação com a divulgação e o ensino da matemática tem-na levado a participar em diversos projetos e eventos relacionados com essas temáticas. Exemplo mais recente disso, foi a sua presença, em fevereiro de 2025, como oradora convidada da Conferência internacional Joga-Mate, organizada pelo Departamento de Matemática da Universidade de Aveiro, visando a interseção entre jogos e educação matemática.

Tem vasta obra publicada em livros, revistas científicas e conferências proferidas em Portugal e no estrangeiro, sendo de destacar as proferidas no National Institute of Informatics, Tóquio, (Japão), em 2024 e na Dalhousie University, Halifax (Canadá), em 2023.

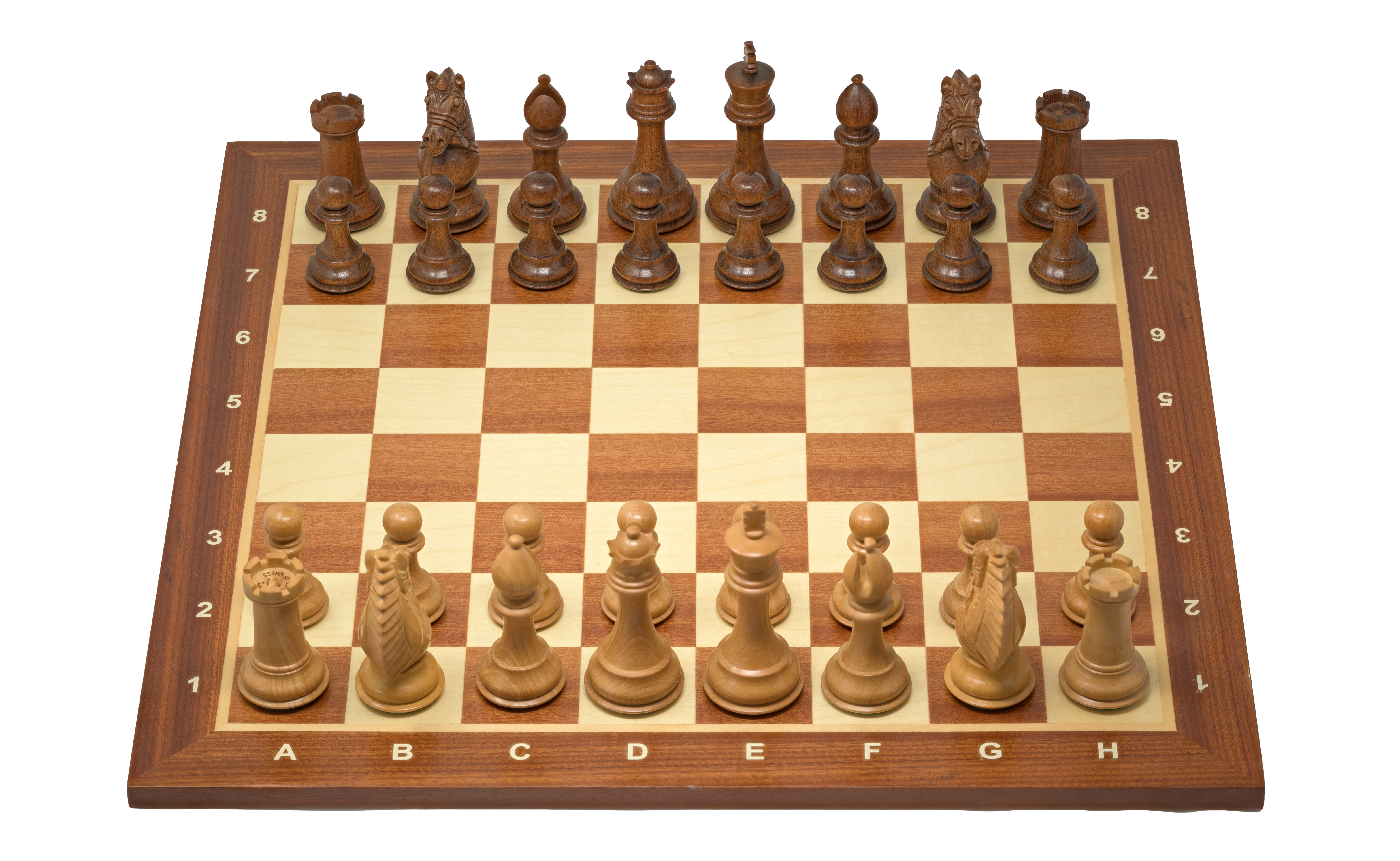
Alda Carvalho destacou-se no xadrez nacional e internacional

### Atividade desportiva
Particularmente ativa como jogadora de xadrez entre 1992 e 2005, tornou-se mestre nacional, pela Federação Portuguesa de Xadrez, em 1995, tendo ganho o Campeonato Português de Xadrez feminino em 1996 e 1998, e é, pela Federação Internacional de Xadrez (FIDE) Mestre FIDE feminina (WMF)